# مصيسي
 مصيسي (بالإنجليزية: M'SSICI) هي جماعة قروية تابعة لإقليم تنغير ضمن جهة درعة تافيلالت بالمغرب. بلغ مجموع عدد سكان  مصيسي حسب إحصاءات 2004 حوالي 7043 نسمة يعيشون في 828 أسرة.

## إحصاء عام
| السنة | عدد السكان | عدد الأسر | عدد الأجانب |
| ----- | ---------- | --------- | ----------- |
| 1994  | 6836       | 754       | °°°°        |
| 2004  | 7043       | 828       | 0           |

## معرض الصور

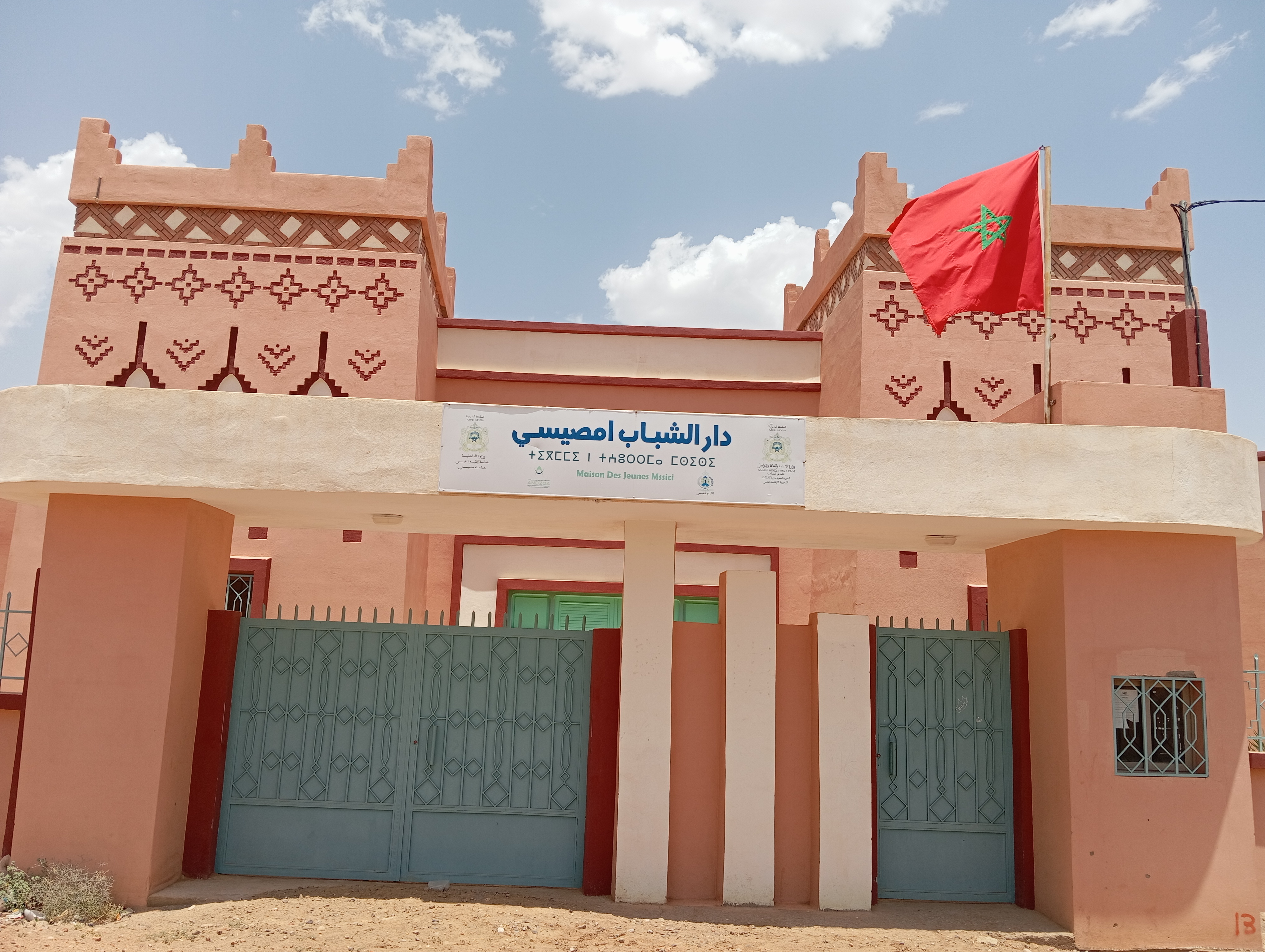
دار الشباب مصيصي
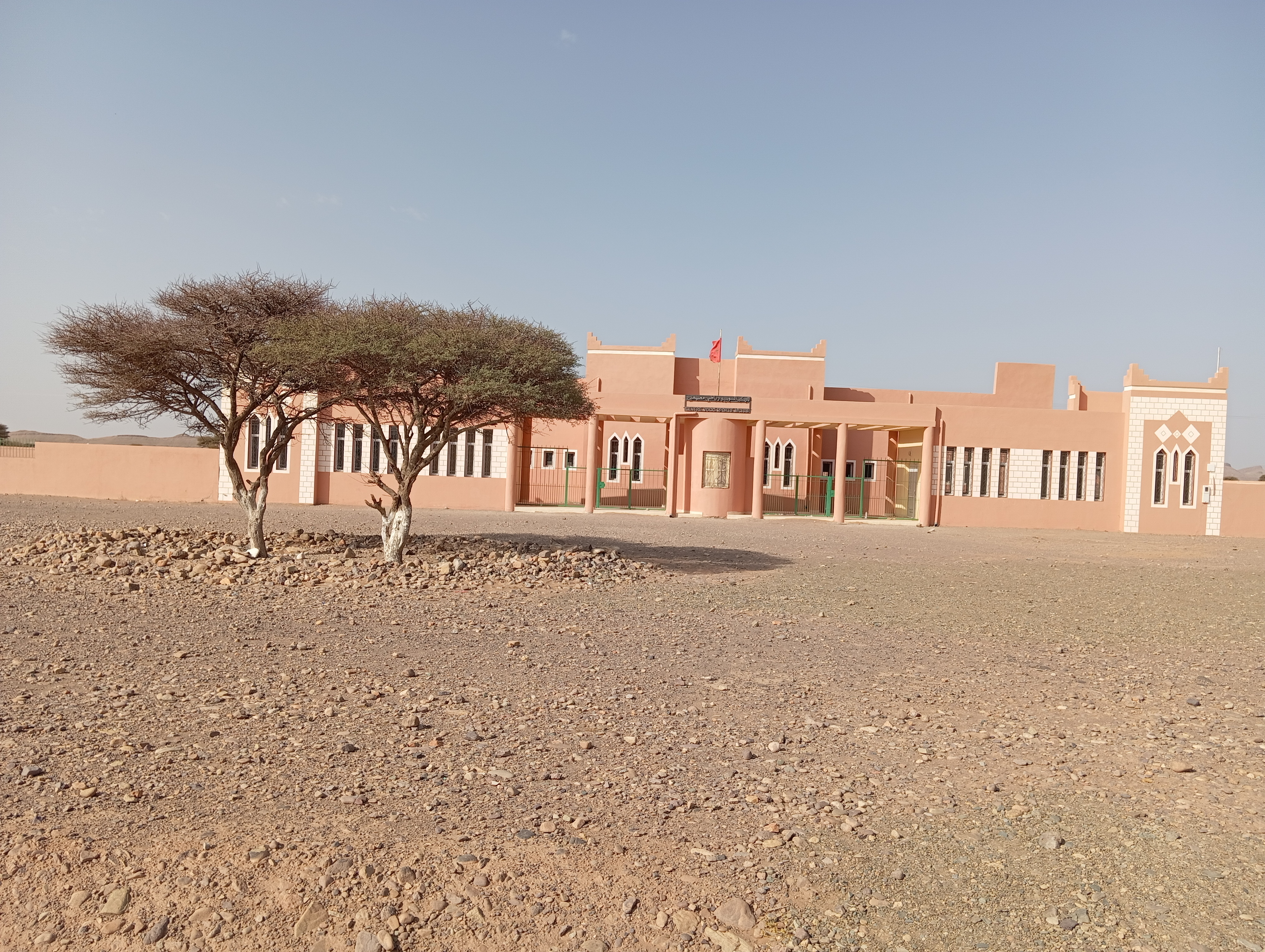
المركب السوسيو رياضي بمصيصي
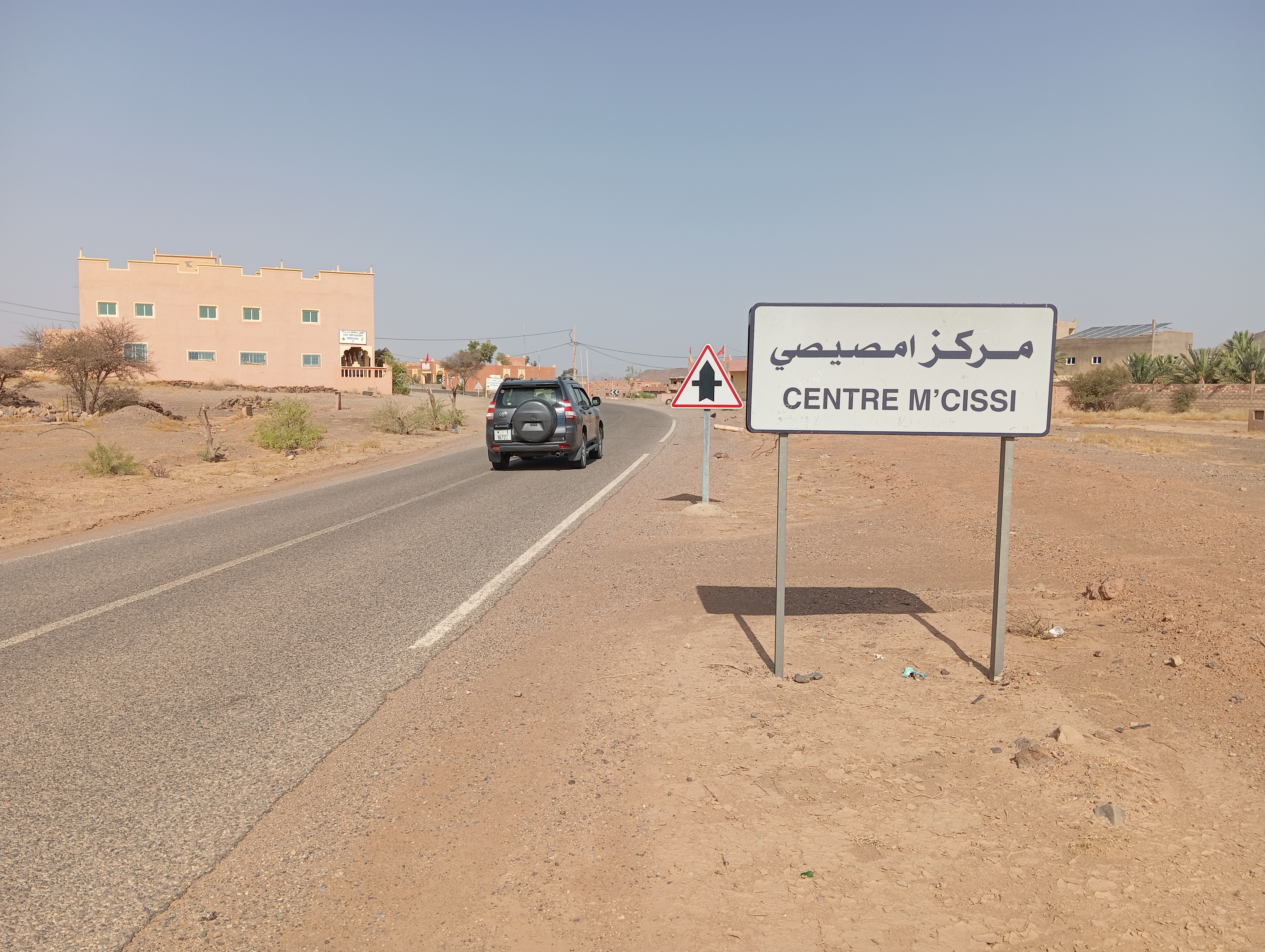
مدخل مصيصي الشرقي
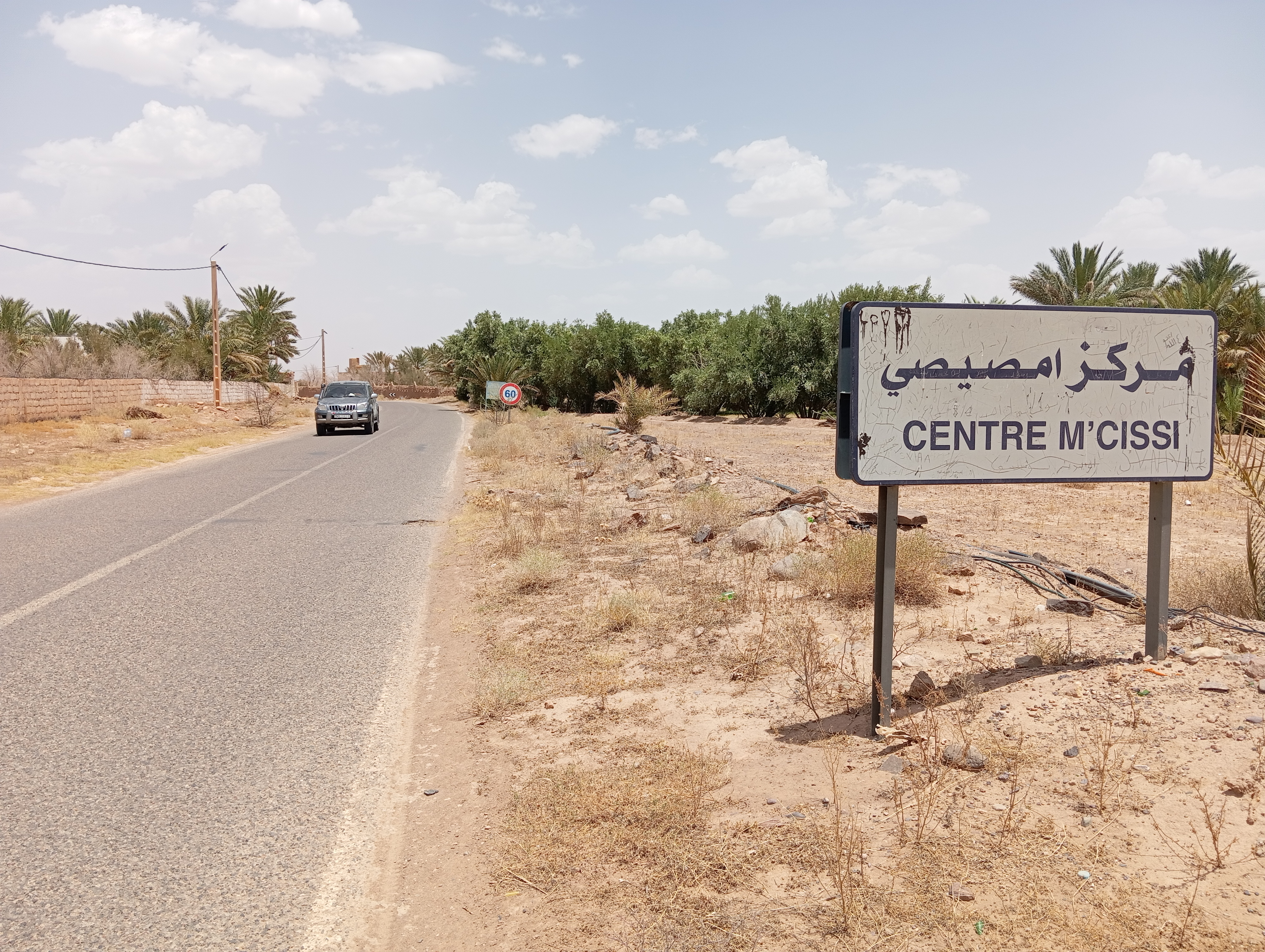
مدخل مصيصي الغربي
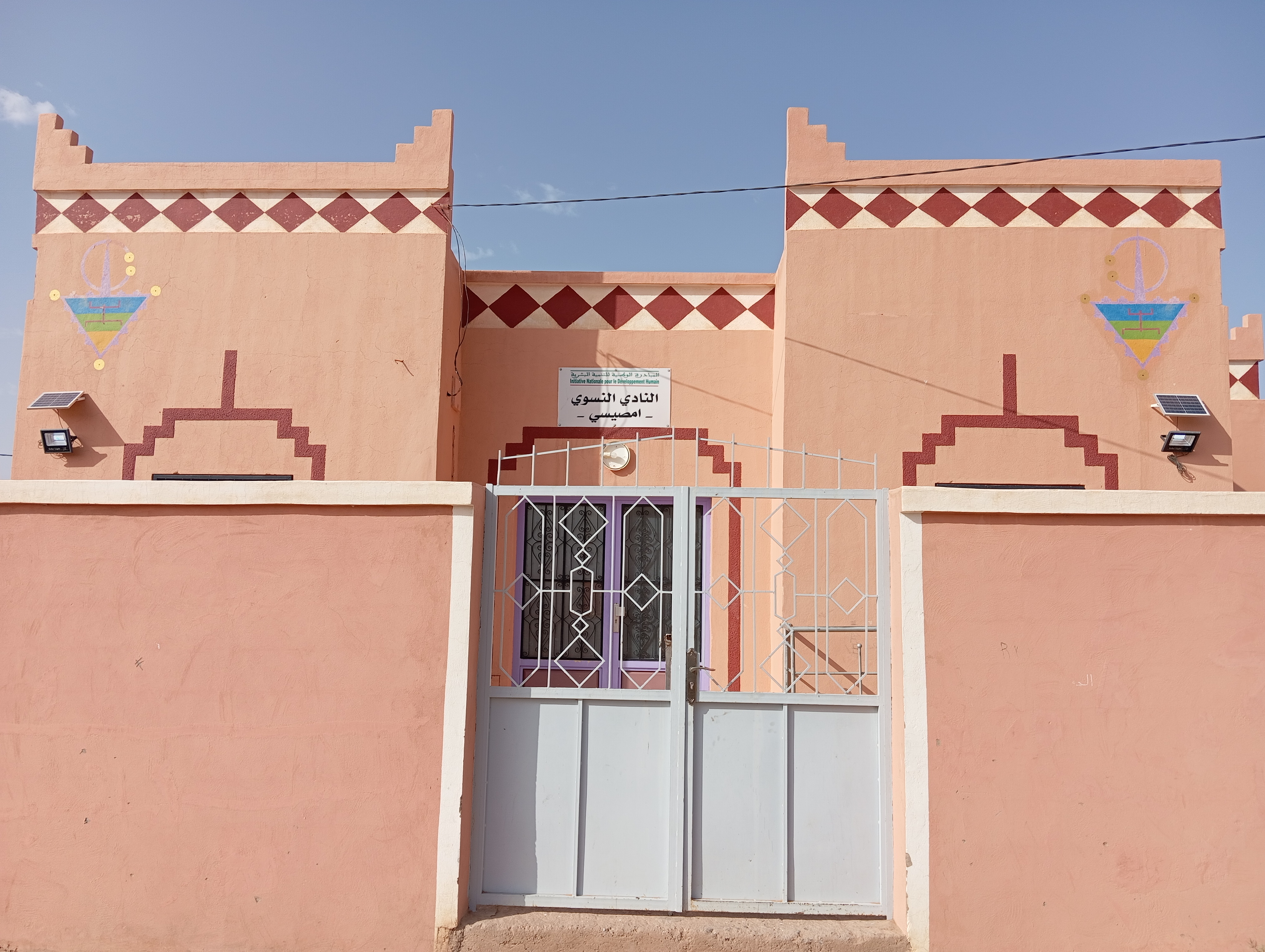
النادي النسوي مصيصي
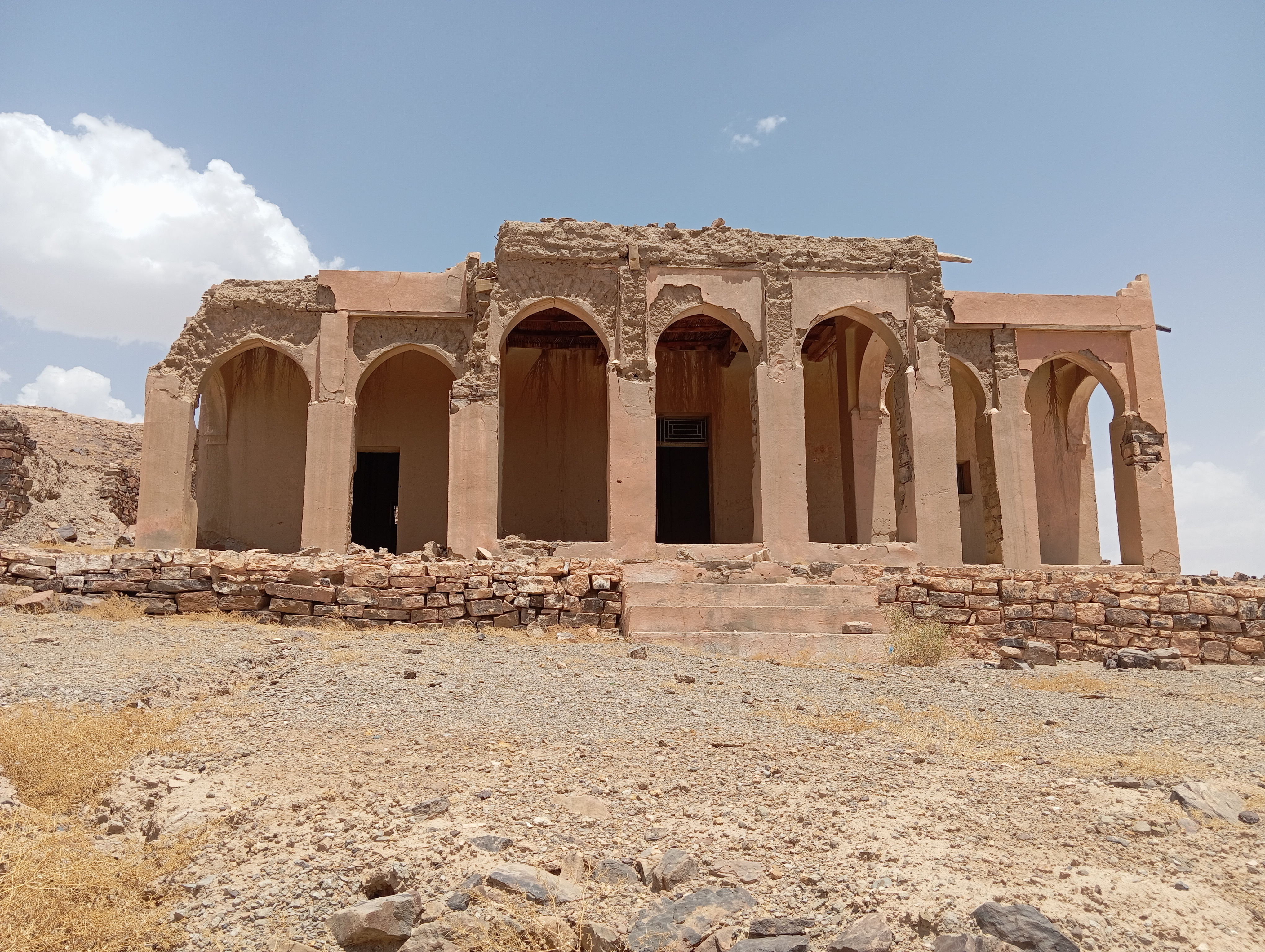
محكمة فرنسية بمصيصي بنيت سنة 1932
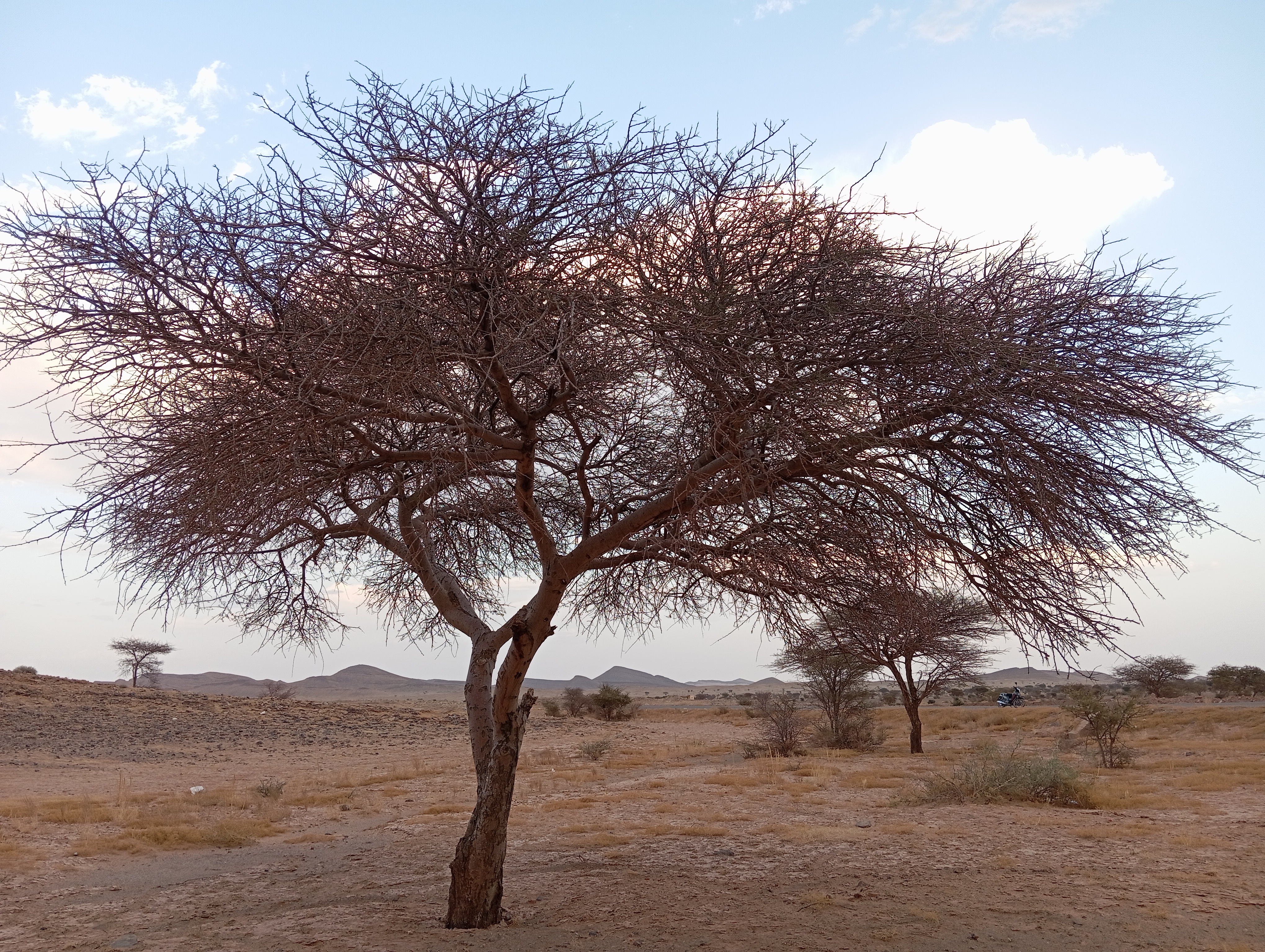
شجرة الأكاسيا التي تشتهر بها جماعة مصيصي
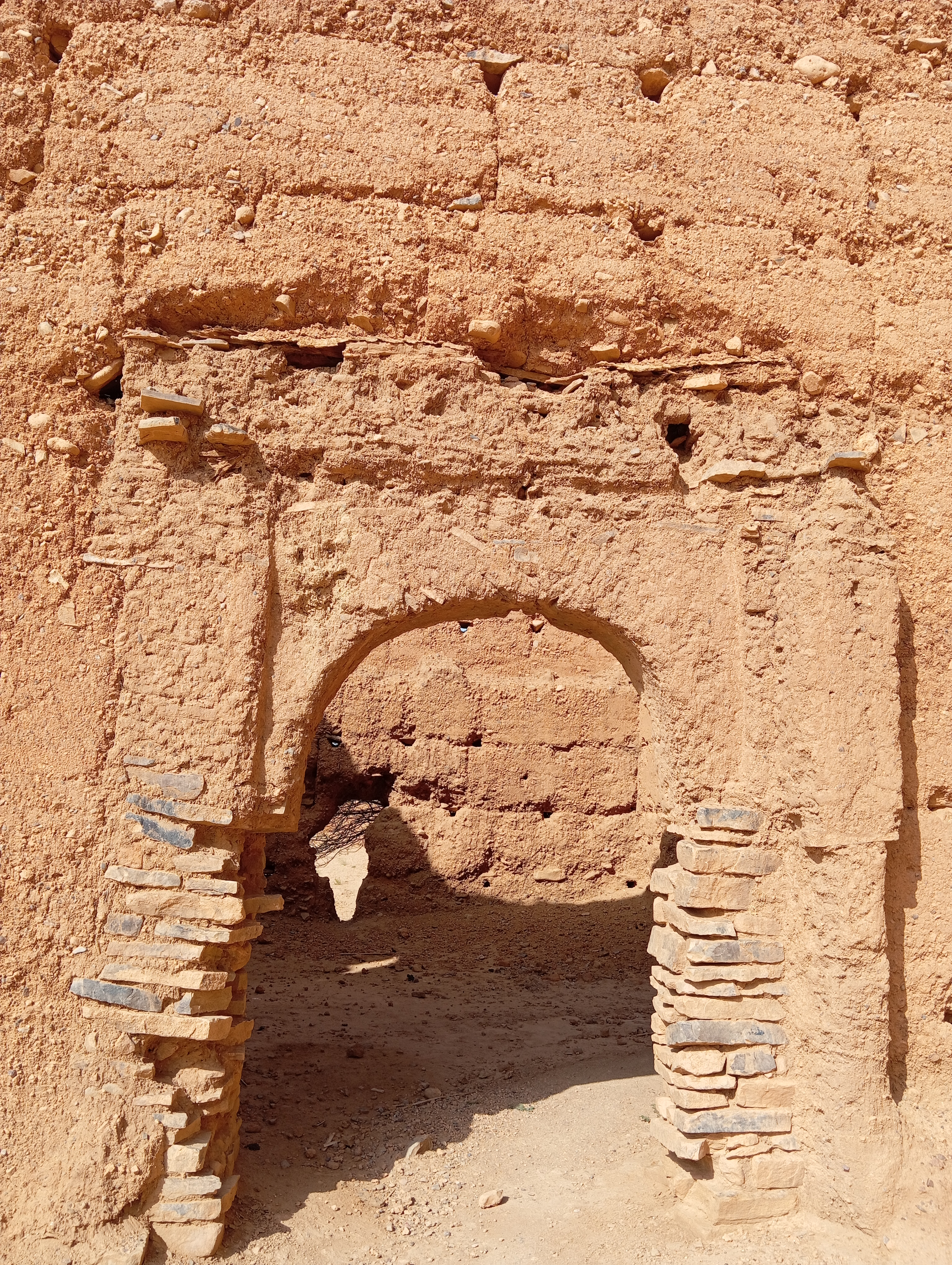
القصر القديم لمصيصي
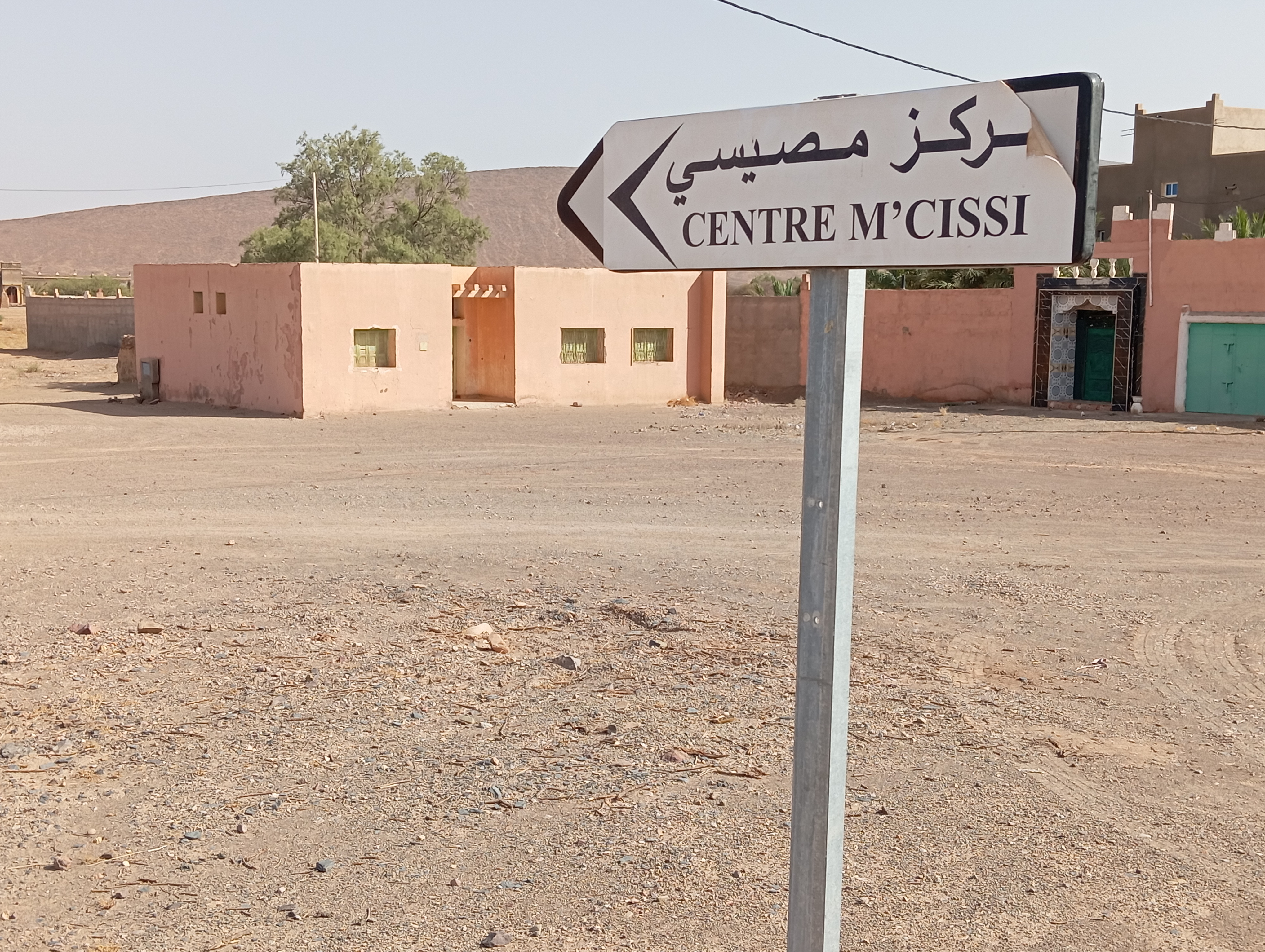
مركز مصيصي
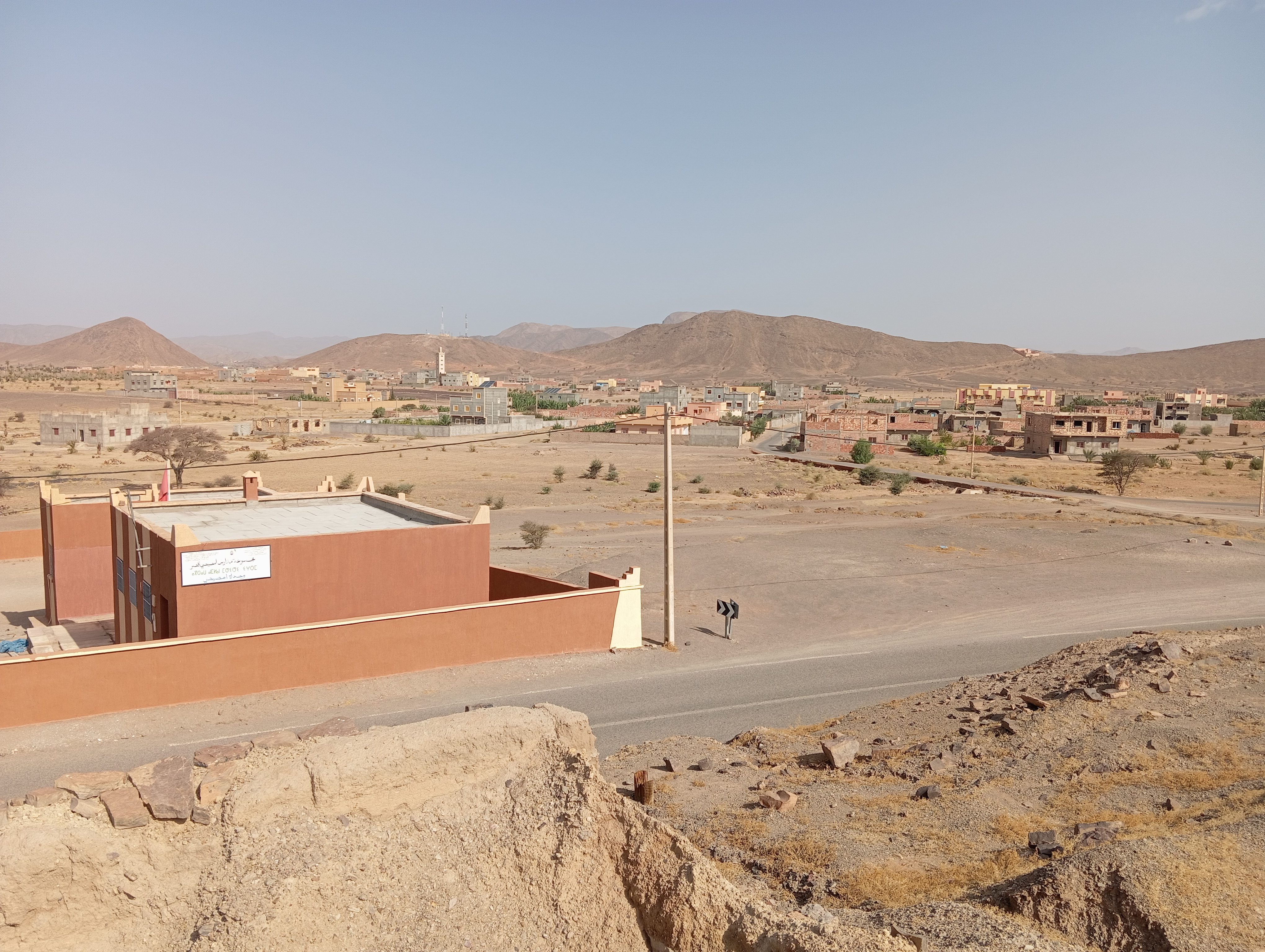
منظر عام لبلدة مصيصي
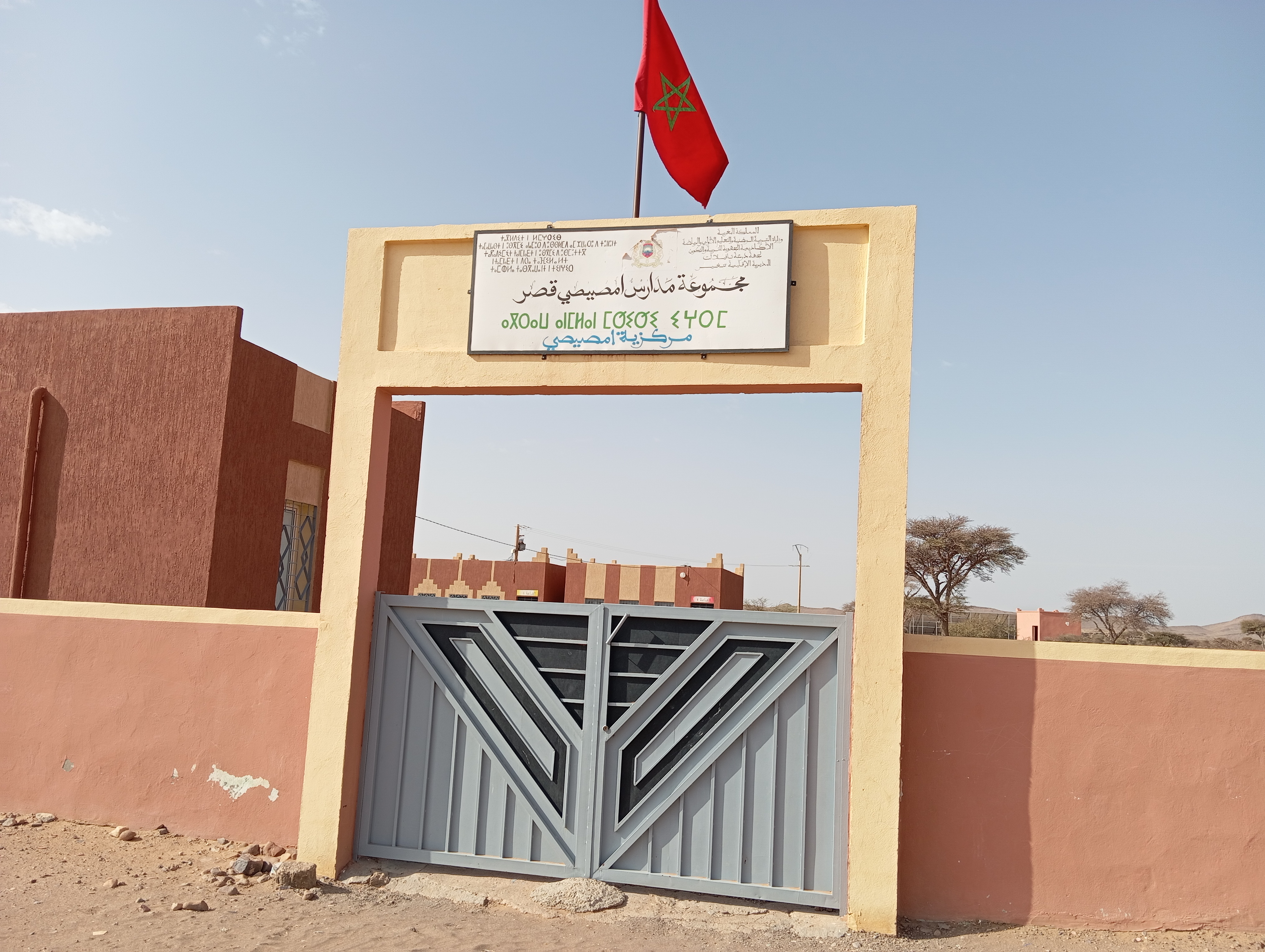
المدرسة الابتدائية المركزية لمصيصي